# XYZ
Az XYZ egy supergroup lett volna, ám az ötlet nem valósult meg soha. A rövidítés az eX-Yes & Zeppelin kifejezés kiemelt betűiből állt össze. A gondolat Jimmy Page, Chris Squire és Alan White fejében fogalmazódott meg, ám miután 1981-ben Robert Plant nem fogadta el a tagok felkérését, így az ötletet elejtették.
1990-ben megjelent egy illegális felvétel az XYZ számaiból, melyet Chris Squire stúdiójában vett fel a csapat 1981 áprilisában. Sokak úgy gondolják, hogy ezek olyan demófelvételek, amiket 1987-ben loptak el Jimmy Page házából. Ez a kiadás négy instrumentális számot tartalmaz: a Fortune Hunter című 1981-es felvételt, amelyrt 1986-ban a Mean Business című The Firm albumon azonos címmel vettek át, az 1977-es Mind Drive-ot, mely a Yes egyik klasszikus alkotása, valamint a Telephone Spies és a And (Do) You Believe It néven ismert számokat. 2001-ben még megírták Can You Imagine-t, mely később szerepet kapott a Magnification című Yes-lemezen.
Squire és White később készített egy kislemezt Run With the Fox címmel, mely egy XYZ-demó dallamán alapul. Később a két zenész megalapította a Cinemát Tony Kaye és Trevor Rabin társaságában, és ez később a Yes újraalakulásához vezetett, hisz Jon Anderson is csatlakozott a kompániához. Ez a merőben új felállású együttes vette föl a 90125-öt.

## Tagok
- Jimmy Page – gitár
- Chris Squire – basszusgitár, billentyű, ének
- Alan White – dobok

## Fordítás
- Ez a szócikk részben vagy egészben  a   XYZ (band) című angol Wikipédia-szócikk fordításán alapul.  Az eredeti cikk szerkesztőit annak laptörténete sorolja fel. Ez a jelzés csupán a megfogalmazás eredetét és a szerzői jogokat jelzi, nem szolgál a cikkben szereplő információk forrásmegjelöléseként.